# Calofulcinia australis
Calofulcinia australis är en bönsyrseart som beskrevs av Scott LaGreca 1966. Calofulcinia australis ingår i släktet Calofulcinia och familjen Iridopterygidae. Inga underarter finns listade i Catalogue of Life.